# Kéner Gabriella
Kéner Gabriella (névváltozata: Kéner Gabi; Budapest, 1967. október 28. –) magyar színésznő.

## Életpályája
A Veres Pálné Gimnáziumban érettségizett. 1986–1989 között a Színház- és Filmművészeti Főiskola hallgatója volt. 1989–1991 között az egri Gárdonyi Géza Színházban, 1991–1993 között a kecskeméti Katona József Színházban, 1993–1995 között a szolnoki Szigligeti Színházban, 1995–1998 között a zalaegerszegi Hevesi Sándor Színházban, majd ismét a kecskeméti Katona József Színházban játszott. 2011-től a Szegedi Nemzeti Színház tagja volt, mellette szerepelt az Új Színház előadásaiban. 2017-től az esztergomi Babits Mihály Kamaraszínház alapító tagja.

## Fontosabb színházi szerepei
- Kocsis István: Megszámláltatott Fák (Súgó) – 2016/2017
- Jókai Mór: A Kőszívű Ember Fiai (Josephine) – 2016/2017
- Egressy Zoltán: Szimpla Szerda (Nő) – 2015/2016
- Mary Shelley: Frankenstein (Justine, Az Unokanővére) – 2014/2015
- Kaj Ádám: Színészköztársaság (Rehákné Moór Anna) – 2014/2015
- Georges Feydeau: A Hülyéje (Clotilde Pontagnac) – 2013/2014
- William Shakespeare: Othello, A Velencei Mór (Emília, Jago Felesége ) – 2013/2014
- Friedrich Dürrenmatt: Az Öreg Hölgy Látogatása (Illné) – 2013/2014
- Tasnádi István: Memo (Olga, Lónyai Felesége) – 2013/2014
- Pozsgai Zsolt: Pipás Pista (Börcsök Mihályné, Máli, Fiatalos, Fura Asszonyka) – 2012/2013
- David Gieselmann: Kolpert Úr (Edith Mole) – 2012/2013
- Roland Schimmelpfennig: Nő A Múltból (Claudia, A Felesége) – 2011/2012
- Carlo Goldoni: Hebehurgya Hölgyek (Dorotea) – 2010/2011
- Karol Wojtyła: Az Aranyműves Boltja (Anna) – 2010/2011
- Ganxsta Zolee – Pierrot – Darvasi László: Popeye (Világtündér) – 2010/2011
- Somerset Maugham: Csodás Vagy, Júlia (Dolly Moskowitz) – 2010/2011
- William Shakespeare: Szentivánéji Álom (Titánia, A Tündérek Királynője, Hippolyta, Az Amazonok Királynője, Théseus Jegyese) – 2009/2010
- Dušan Kovačević: A Maratonfutók Tiszteletkört Futnak (Maximillian Topalovic, 126 Éves Öregember, A Nagy Pantelija Fia) – 2009/2010
- Garaczi László: Plazma (Szereplő) – 2009/2010
- Nyikolaj Vasziljevics Gogol: Gogol. Utóirat. (Szereplő) – 2009/2010
- Neil Simon: Furcsa Pár (Női Változat) (Vera) – 2009/2010
- Vers Vagyok Én Is – Tanár Úr, Kérem… (Irén) – 2008/2009
- Forgách András: A Kulcs (Feleség) – 2008/2009
- Osvaldo Golijov – Barta Dóra: Garcia Lorca Háza (Első Ayola, Első Menyasszony, Csörgősipka, Csörgősipka, Első Menyasszony, Első Ayola) – 2008/2009
- Roland Schimmelpfennig: Az Állatok Birodalma (Szereplő) – 2008/2009
- Roland Schimmelpfennig: Látogatás Apánál (Marietta, Edit Lánya) – 2007/2008
- Carlo Collodi: Pinokkió (Kékhajú Tündér, Colombina) – 2007/2008
- Móricz Zsigmond: Úri Muri (Fräulein) – 2007/2008
- Marius Von Mayenburg: Lángarc (Anya) – 2006/2007
- Georges Feydeau: „Osztrigás Mici” ( De Valmonté Hercegné ) – 2006/2007
- Lázár Ervin: A Kisfiú És Az Oroszlánok (Arabella, Légtornászlány) – 2006/2007
- Georg Büchner: Danton Halála (Júlia, Danton Felesége) – 2006/2007
- Zalán Tibor: A Shówkirálynő (Manó, Showkirálynő, Jácint, Rózsa , Fecske) – 2006/2007
- Eugčne Ionesco: A Kopasz Énekesnő (Mrs. Martin ) – 2005/2006
- Roland Schimmelpfennig: Berlin, Greifswalder Strasse (Kiki, Rudolf Barátnője, Harmincas Éveinek Végén, A Második Zöldszemű Nő, (Natalie)) – 2005/2006
- Bagossy László: E-Chat (Szereplő) – 2005/2006
- Friedrich Schiller: Don Carlos (Királynő) – 2005/2006
- Nyikolaj Vasziljevics Gogol: A Revizor (Marja Antonovna, A Polgármester Leánya ) – 2004/2005
- Sybille Berg: Helge Élete (Őz) – 2004/2005
- Louis Feydeeau: Meglőttük A Fényes Sellőt (Toureqné, Toureq Felesége, Negyvenes, Csinos ) – 2004/2005
- Louis Feydeeau: Meglőttük A Fényes Sellőt (Toureqné, Toureq Felesége, Negyvenes, Csinos ) – 2003/2004
- Ruzante: Az Anconai Özvegy (Doralice, Kurtizán) – 2002/2003
- Jacques Offenbach: Orfeusz Az Alvilágban (Vénusz) – 2002/2003
- Morricone Ennio: Előre Hát, Fiúk! (Fiorelle, Constantino Felesége, Álarcos Nő) – 2002/2003
- Mihail Bulgakov: Álszentek Összeesküvése (Apáca, Ismeretlen Álarcos Hölgy) – 2002/2003
- William Shakespeare: Sok Hűhó Semmiért (Jegyző) – 2002/2003
- Eisemann Mihály – Somogyi Gyula – Zágon István: Fekete Péter (Márta, Badilla Lánya) – 2002/2003
- Weber Kristóf – Borbély Szilárd: Ólomkatona És Papírlány (Denevér Kisasszony) – 2002/2003
- Roland Schimmelpfennig: Push Up 1-3 (Sabine) – 2001/2002
- Jevgenyij Svarc: A Király Meztelen (Hercegnő , Kisleány, Udvarhölgy) – 2001/2002
- Hirson David: A Bohóc (Catherine De Brie, De Brie Felesége) – 2000/2001

## Filmes és televíziós szerepei
- Jóban Rosszban (2018)
- Öregberény (1994)
- Softly from Paris (La grève de l'amour) (1991)